# 아테라자와정
아테라자와정은 야마가타현 니시무라야마군에 있었던 정이다. 현재는 오에정의 동단에 해당된다.